# 단열
단열(斷熱, Heat insulation, Thermal insulation) 또는 보온(保溫)은 물체 사이에 존재하는 열의 이동을 막는 것을 의미한다.

## 건축
건물의 단열은 에너지 소비 절감에 큰 도움이 된다. 유리는 열의 손실이 일어나는 장소가 되는데 이에 따라 유리가 3겹인 3중 유리, 은막을 코팅한 로이 유리, 유리 사이를 진공 처리한 진공 유리가 사용되고있다. 문은 외출입으로인해 열 손실이 심하여 문풍지를 통해 줄인다.

## 우주
우주선에는 단열슬레이트가 제공되는데 이는 우주인이 지구로 돌아올 때 대기층에서 느끼게 되는 매우 높은 온도로부터 우주인들을 보호해주는 역할을 한다. 보통 우주선 한 대에 ‘단열 슬레이트’는 2만1000개가 사용되며 1650℃의 고온을 견뎌내는 것으로 알려져 있다.

## 같이 보기
- 단열재